# Coelioxys doeringi
Coelioxys doeringi är en biart som beskrevs av Holmberg 1916. Coelioxys doeringi ingår i släktet kägelbin, och familjen buksamlarbin. Inga underarter finns listade i Catalogue of Life.